# Elis Ellqvist
Elis Konrad Roland Ellqvist, född 16 november 1912 i Norrtälje, död 18 april 1999 i Söderhamn, var en svensk kommunalpolitiker (socialdemokrat).
Ellqvist avlade realskolexamen vid Söderhamns samrealskola 1928, var kontorsanställd 1928–1934, målare 1934–1941, och ombudsman i Svenska målareförbundets avdelning 29 i Söderhamn 1941–1961. Han blev ordförande i Söderhamns stads drätselkammare 1955 (efter Erik Hörnfeldt som omböjt omval) och var heltidsanställd på denna post från 1961. 
Vid kommunsammanslagningen 1971 blev partikamraten Nils Hjärpe från förutvarande Söderala landskommun kommunstyrelsens ordförande och kommunalråd i Söderhamns kommun. Efter att Hjärpe pensionerats 1973 övertog Ellqvist dessa poster, vilka han behöll till årsskiftet 1977/1978 då han efterträddes av Henny Fager. Han var bland annat även ordförande i byggnadsnämnden i nämnda stad. Ellqvist var från 1961 även styrelsesuppleant i Svenska stadsförbundet.